# Thành phố Atlantic, New Jersey
Thành phố Atlantic là một thành phố của nước Mỹ, nơi có nhiều sòng bài nhất sau Las Vegas. Sau năm 1978, lúc New Jersey bị cấm mở sòng bài, Atlantic bắt đầu mở nhiều sòng, nổi tiếng nhất là Wynn.
Thành phố Atlantic là một cộng đồng khu nghỉ mát nằm trên đảo Absecon bên bờ Đại Tây Dương của Bắc Mỹ. Đến thời điểm năm 2008, thành phố có dân số 35.770 người, và 266.268 người sống ở khu vực thống kê vùng đô thị Atlantic-Hammonton. Các đô thị khác trên đảo này còn có Ventnor, Margate, và Longport. Các tuyến đường chính vào thành phố Atlantic là Black Horse Pike (US 322/40), White Horse Pike (US 30) và đường cao tốc thành phố Atlantic. Thành phố Atlantic giáp Absecon, Brigantine, Pleasantville, Ventnor và West Atlantic (một phần của thị trấn Egg Harbor).
Atlantic được thành lập ngày 1 tháng 5 năm 1854 bởi một đạo luật của Nghị viện New Jersey. Thành phố mới có các khu vực của thị trấn Egg Harbor và thị trấn Galloway.
Atlantic có phường: The Inlet Bắc, The Inlet Nam, Bungalow Park, quận Marina, Venice Park, Downtown (Midtown), Ducktown, Chelsea, và Chelsea Heights.